# Hydrogensulfid amonný
Hydrogensulfid amonný je sůl složená z amonného kationtu a hydrogensulfidového aniontu. Jeho chemický vzorec je NH4HS. Sůl je bezbarvá, rozpustná ve vodě. Roztok hydrogensulfidu amonného lze připravit průchodem sulfanu koncentrovaným roztokem amoniaku.